# Fleury-la-Vallée
Fleury-la-Vallée è un comune francese di 1 160 abitanti situato nel dipartimento della Yonne nella regione della Borgogna-Franca Contea.

## Società

### Evoluzione demografica
Abitanti censiti